# Wohnhof Klingelholl

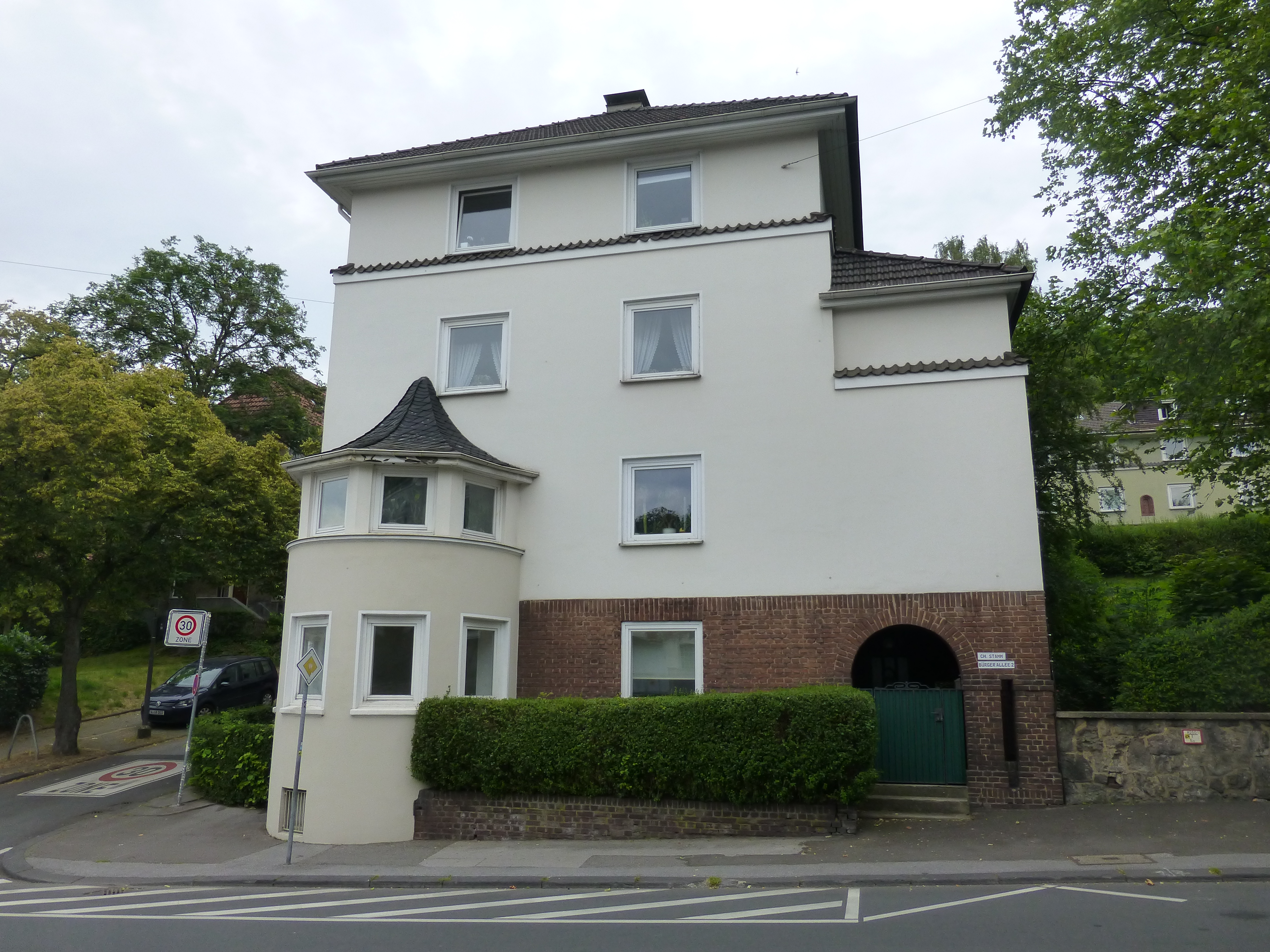
Bürgerallee 2

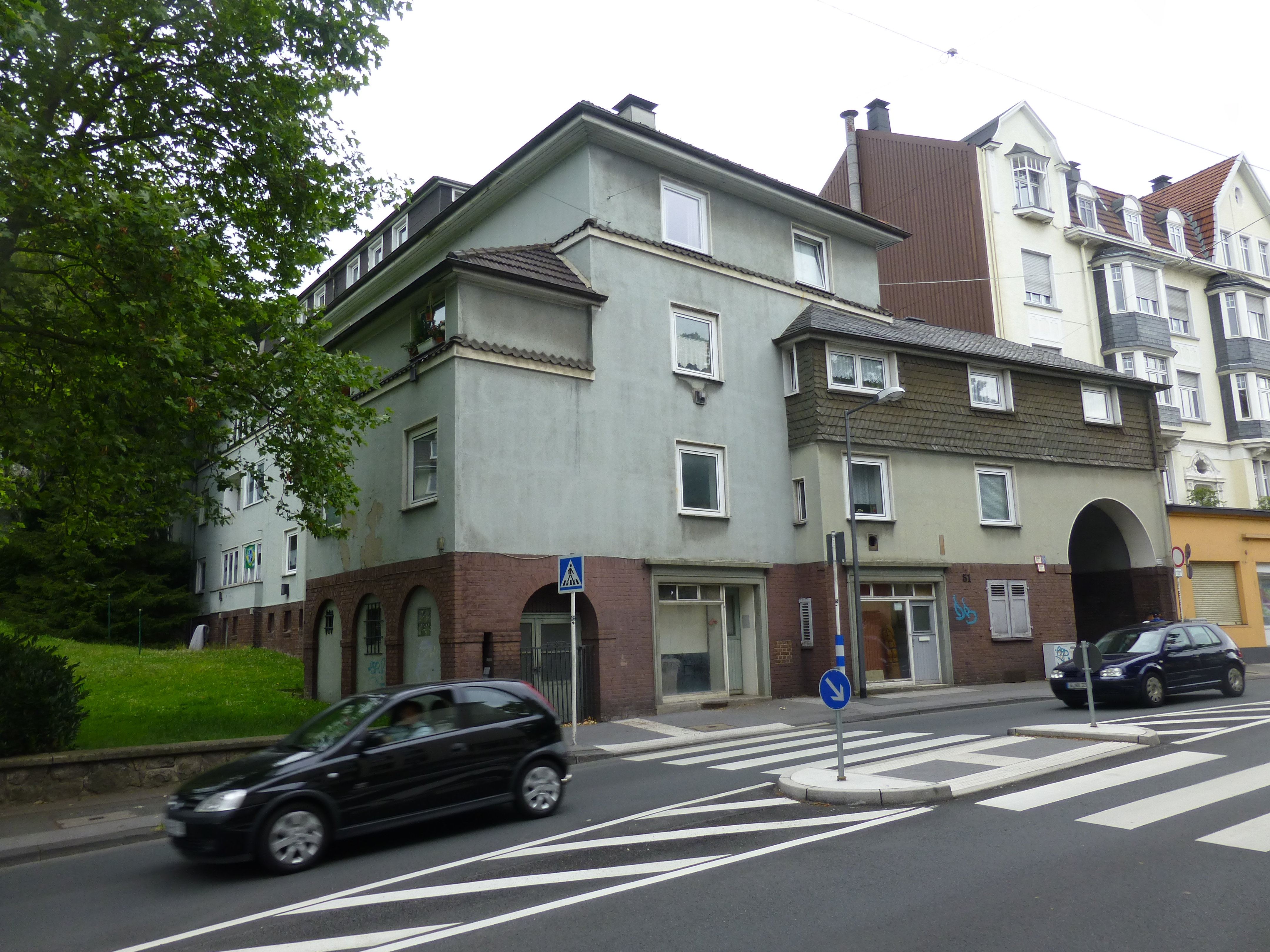
Klingelholl 51

Die Wohnhof Klingelholl ist eine Wohnsiedlung im Stadtteil Barmen in der bergischen Großstadt Wuppertal in Nordrhein-Westfalen.

## Baubeschreibung
Der Wohnhof Klingelholl liegt im Stadtbezirk Barmen im Wohnquartier Sedansberg und besteht aus drei U-förmig angeordneten Gebäuden.
Die drei Seiten des Hofes bilden jeweils der Wohnblock Bürgerallee 2, 4 und 6 im Westen, der Wohnblock Klingelholl 41, 43 und 45 im Norden, und der Wohnblock Klingelholl 47, 49 und 51 im Osten. Die Wohnblöcke sind jeweils dreigeschossig mit einem Walmdach ausgeführt, das dritte Obergeschoss ist mit einem Gesimsband abgesetzt.
Die dreiflügelige Anlage umschließt eine terrassenartige Grünfläche, die sich zum Süden zur Straße Klingelholl hin öffnet. Mit einer Treppenanlage wird der rückwärtige Gebäudeflügel erschlossen. Diese führte in der Entstehungszeit zu Kritik, da man Verschwendung von Baumaterial anmahnte. Die seitlichen Gebäudeflügel werden von der Bürgerallee und einen vom Klingelholl mit einer Torüberbauung abgeschirmten Stichweg erschlossen.
Ehemals hatte die Putzfassade einen erdig-orangefarbenen Farbton, der im Kontrast zum Rot der Backstein-Portalblenden und Ziernischen sowie den weißen Sprossenfenstern stand. Heute ist die Fassade in einem grauen Farbton gehalten. In den inneren Ecken des Wohnhofes befinden sich zweigeschossige Rundpavillons mit Kegeldach und mit einer verschieferten Fassade im ersten Obergeschoss.

## Geschichte
Die Wohnsiedlung wurde in den Jahren 1921 bis 1922 vom Hochbauamt Barmen nach einem einheitlichen Gesamtentwurf erbaut, der typisch für gemeinnützige Wohnanlagen der 1920er Jahre ist.
Am 27. August 1996 wurde der Wohnhof als Baudenkmal anerkannt und die Gebäude Bürgerallee 2, 4 und 6 sowie Klingelholl 41, 43, 45, 47, 49 und 51 unter einer Denkmalnummer in die Denkmalliste der Stadt Wuppertal eingetragen. Die Unterschutzstellung erstreckt sich neben den Gebäuden auch auf die Treppenanlagen und Wegeführungen in der Grünanlage, Terrassierungen und Begrenzungsmauern sowie Vorgartensituation an der Bürgerallee.